# Cecilia Dalman Eek
Marie Cecilia Dalman Eek, född 24 november 1960 i Gamlestads församling i Göteborg, är en svensk politiker (socialdemokrat), som var ordinarie riksdagsledamot från oktober 2012, då hon ersatte avgående ledamoten Leif Pagrotsky, till valet i september 2014. Hon representerade Göteborgs kommuns valkrets i riksdagen.
Dalman Eek var suppleant i utbildningsutskottet.